# Элек Мекк — мастер на все руки
Элек Мекк — мастер на все руки (венг. Mekk Elek, az ezermester) — венгерский телевизионный кукольный мультипликационный сериал, выходивший с 1974 по 1975 год. Был снят на киностудии «Паннония» в 1973 году.
Режиссер всех выпусков сериала — Иштван Имре, продюсеры — Шандор Дьёпёш и Яноше Комлош. Сценарий написал Йожеф Ромханьи, кукол и декорации разработал Иван Коош, а музыку написал Дьёрдь Ранки.
В Венгрии мультсериал транслировали Венгерское телевидение, каналы М1, М2, Duna TV и Duna World.

## Сюжет
Главный герой рассказа — козёл Элек Мекк (он же Мастер Мекк). Элек Мекк притворяется опытным рабочим разных специальностей, но на самом деле мало что умеет делать хорошо.
Он пробует свои силы во многих профессиях, берется за самые разные работы и поручения, но постоянно не может выполнить ничего хорошо и до конца.
Мекк украсил свой дом 13 флагами ремесленных цехов, каждый из которых соответствует определённой профессии. Элек Мекк пробует свои силы в этих профессиях в одной за другой — в каждой серии кукольного киносериала он пытается работать по новой профессии — почти всегда с небольшим успехом. Видно, что Элек Мекк имеет некоторые познания в том, что делает, но работу всегда выполняет не полностью или нанося какой-то ущерб.
Например, в доме медвежьей семьи в разгар зимы он сносит черепичную крышу, чтобы сделать изразцовую печь, которую ловко собирает, но без крыши в дом приходит холод, печь не может его нагреть.
При строительстве ветряной мельницы он успешно справляется с задачей, но забывает прикрепить её к фундаменту и хорошо построенную мельницу раскрутившиеся лопасти уносят в небо, как вертолет.
Вдобавок ко всему, Мекк обладает большим самомнением, не совсем чист на руку в мелочах и завышает оплату за свои услуги. Всё это раздражает других животных — героев сериала. В результате, в конце каждой новой серии Мекк проваливается в выборной им профессии и заказчики его выгоняют. В конце концов, возмущённые животные — бывшие клиенты Мекка сносят с его дома флаги профессий, в которых он не преуспел.
Всё же, в последней части сериала он остается работать портным, доказав свои способности успешно справляться с этой работы. Флаг цеха портных также остаётся на его доме.

## В СССР
Мультсериал был переведён на русский язык и демонстрировался по центральному телевидению как в передаче Спокойной ночи, малыши!, так и независимо от неё.

## Вне мультфильма
В Венгрии мультфильм имеет достаточно большую популярность, его главный герой — Элек Мекк увековечен в виде небольшой скульптуры, размещённой на площади Кальмана Селла в Будапеште.